# Synagoge (Saint-Mihiel)

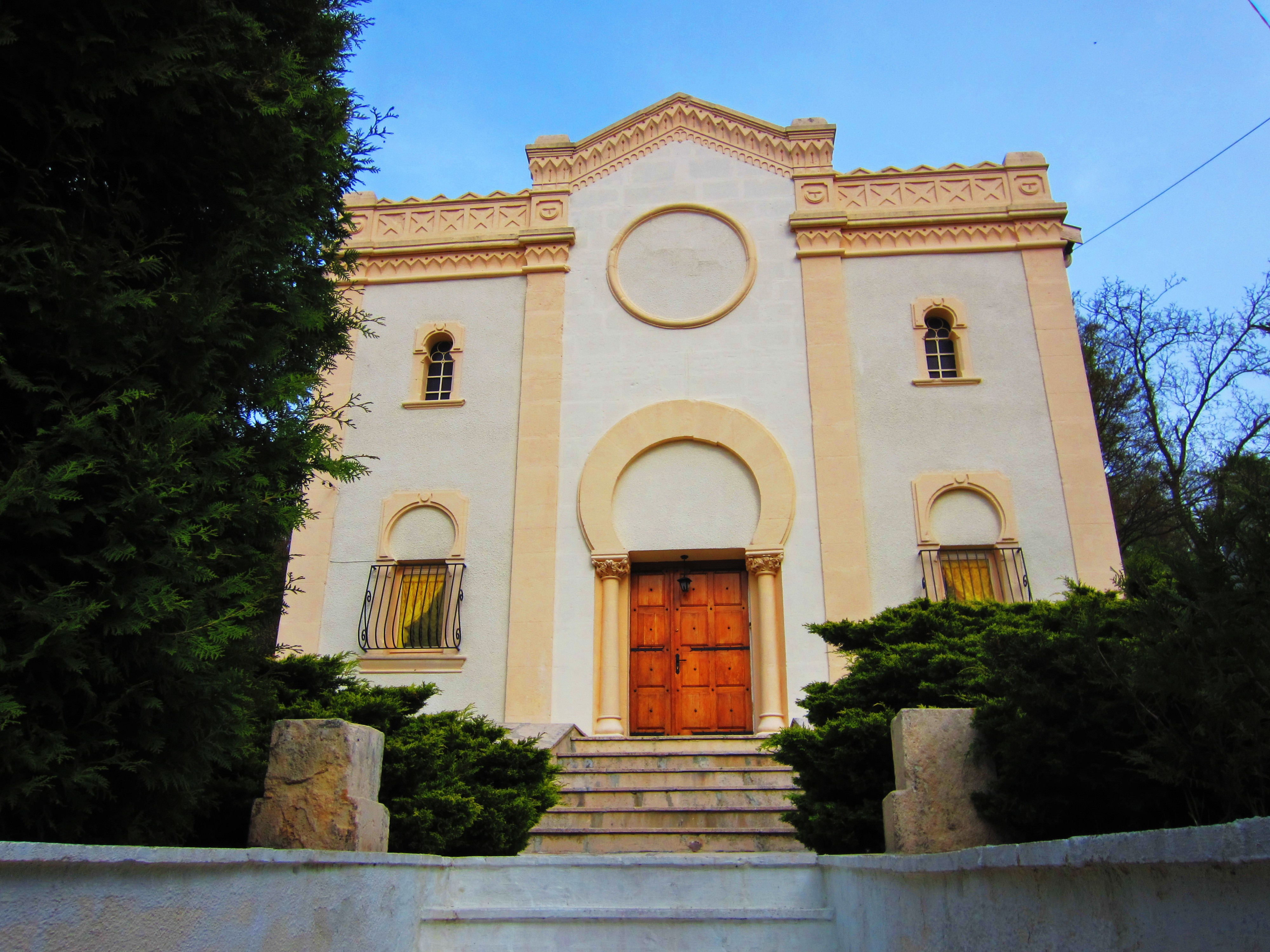
Synagoge in Saint-Mihiel

Die Synagoge in Saint-Mihiel, einer französischen Gemeinde im Département Meuse der Region Lothringen, wurde 1866/67 errichtet. Die profanierte Synagoge befindet sich an der Nr. 26 rue des Annonciades.

## Geschichte und Beschreibung
Die Synagoge wurde von dem Architekten Hippolyte Bazoche entworfen und am 4. Januar 1867 eingeweiht. Sie wurde vom Staat und der Stadt mitfinanziert. Im Jahr 1976 wurde sie an einen Privatmann verkauft und danach zu einem Wohnhaus umgebaut.
Der Hufeisenbogen über dem Eingangsportal ruht auf zwei Säulen. Darüber befindet sich eine zugemauerte Rosette. Die Gesetzestafeln, ursprünglich auf dem Giebel, befinden sich heute in der Synagoge von Verdun.